# Yvon Bourges
Pour les articles homonymes, voir Bourges.
Yvon Bourges, né le 29 juin 1921 à Pau (Basses-Pyrénées) et mort le 18 avril 2009 à Paris 5e (hôpital du Val-de-Grâce), est un haut fonctionnaire et homme politique français.

## Biographie
Fils de colonel, il est diplômé de la faculté de droit de Rennes et titulaire d'un certificat d'aptitude à la profession d'avocat.
Résistant gaulliste dès 1940, il entre en 1942 dans l'administration préfectorale, comme attaché à la préfecture de Rennes en 1942, chef du cabinet du préfet de la Somme deux ans plus tard, au cabinet du préfet d'Ille-et-Vilaine Philibert Dupard, puis du préfet Roger Martin qui sera arrêté à la Libération. Yvon Bourges participe alors à la transition des pouvoirs et est ensuite nommé à Amiens puis à Strasbourg. À seulement 25 ans, il devient, en 1947, sous-préfet d'Erstein.
En 1951, à la demande du haut commissaire Bernard Cornut-Gentille, il intègre l'administration en Afrique-Équatoriale française (AEF) dont il prépare l'indépendance. Gouverneur de la Haute-Volta en 1956, puis haut commissaire de l'AEF à partir de juillet 1958, il écrit alors beaucoup d'articles, notamment des « Conseils d'un colon à ses successeurs », dans le journal La Roue, organe indépendant paraissant au Soudan français dans les années 1950-1960.
En 1961, il rejoint la France à la demande du ministre de l'Intérieur Roger Frey qui le nomme directeur de cabinet, poste auquel il doit faire face aux actions de l'OAS.
Il entre en politique en 1962 comme député UNR d'Ille-et-Vilaine et maire de Dinard jusqu'en 1967, date à laquelle il démissionne pour se présenter à la tête de la nouvelle commune de Saint-Malo, issue de la fusion de Saint-Malo, Paramé et Saint-Servan. Mais il est battu par le maire centriste de cette dernière commune Marcel Planchet. Le général de Gaulle le nomme en 1965 secrétaire d'État à la Recherche scientifique, puis secrétaire d'État à l'Information (1966-1967), à la Coopération (1967-1968) et aux Affaires étrangères (1968-1969). En mars 1966, il interdit Suzanne Simonin, la Religieuse de Diderot de Jacques Rivette.

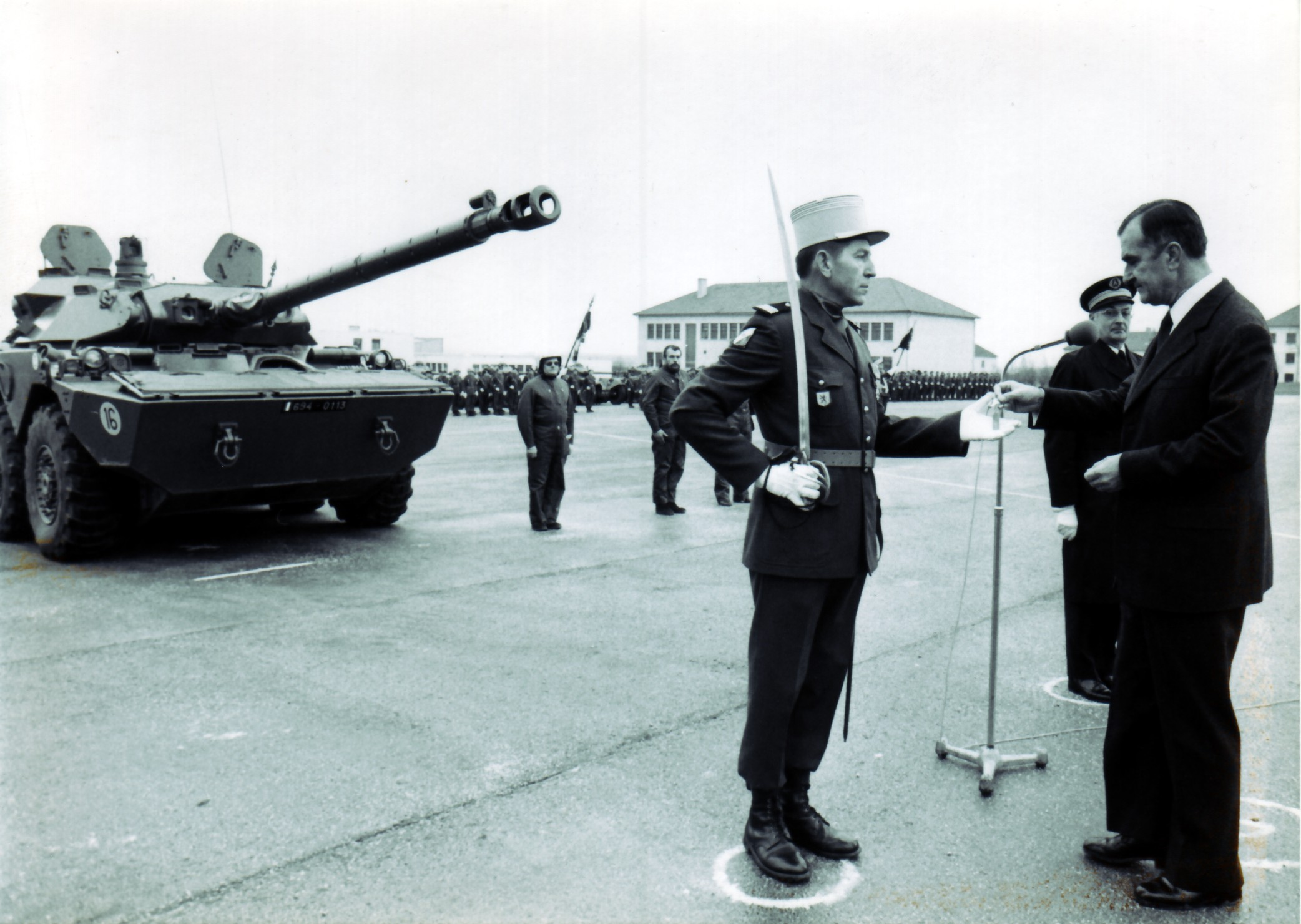
Remise par le ministre de la défense, Yvon Bourges des premiers AMX-10 RC au chef de corps du 2e régiment de hussards le 20 décembre 1979.

Après l'élection de Georges Pompidou, il est reconduit au secrétariat aux Affaires étrangères jusqu'en 1972, quand il devient ministre du Commerce et de l'Artisanat pour neuf mois. Il retrouve les bancs du gouvernement sous Valéry Giscard d'Estaing en 1975 comme ministre de la Défense, poste auquel il augmente le budget des armées, modernise l'équipement des armées par l'adoption notamment du FA-MAS en 1975 et le lancement du Rafale en 1978 et du sous-marin nucléaire l'Inflexible. Il a comme secrétaire d'État le général Marcel Bigeard. Il quitte le gouvernement pour entrer au Sénat en 1980,.
Conseiller général de 1964 à 1988, il retrouve la tête de la mairie de Dinard entre 1971 et 1989 (date à laquelle il est battu par l'UDF-PR Marius Mallet (qu'il avait battu en 1983), et, succédant à Raymond Marcellin, il préside le conseil régional de Bretagne de 1986 à 1998. Député européen de 1973 à 1975, il préside le Mouvement paneuropéen à partir de 1993 et publie en 1999 L’Europe notre destin.
En 1998, il prend sa retraite et ne se représente ni aux régionales, ni aux sénatoriales.
Yvon Bourges est le père de cinq enfants. Son épouse Odile née Fontaine est décédée en 2015 à 92 ans. Leur caveau se situe à Rennes, au cimetière du Nord surnommé "Berlinguin".

## Synthèse des fonctions politiques

### Fonctions gouvernementales
- Directeur de cabinet de Roger Frey, ministre de l'Intérieur (1961-1962)
- Secrétaire d'État auprès du Premier ministre, chargé de la Recherche scientifique et des Questions atomiques et spatiales, du 23 février 1965 au 8 janvier 1966
- Secrétaire d'État auprès du Premier ministre, chargé de l'Information dans le gouvernement Georges Pompidou III, du 8 janvier 1966 au 8 avril 1967
- Secrétaire d'État auprès du ministre des Affaires étrangères, chargé de la Coopération dans le gouvernement Georges Pompidou IV, du 8 avril 1967 au 10 juillet 1968
- Secrétaire d'État aux Affaires étrangères dans les gouvernements Maurice Couve de Murville et Jacques Chaban-Delmas, du 10 juillet 1968 au 5 juillet 1972
- Ministre du Commerce et de l'Artisanat dans le gouvernement Pierre Messmer I, du 6 juillet 1972 au 5 avril 1973
- Ministre de la Défense dans les gouvernements Jacques Chirac I et Raymond Barre, du 31 janvier 1975 au 2 octobre 1980

### Mandats nationaux
- Député gaulliste (de l'UNR-UDT au RPR) de la 6e circonscription d'Ille-et-Vilaine :
  - du 6 décembre 1962 au 23 mars 1965 (nommé secrétaire d'État)
  - du 3 avril 1967 au 7 mai 1967 (nommé secrétaire d'État)
  - du 11 juillet 1968 au 12 août 1968 (nommé secrétaire d'État)
  - du 2 avril 1973 au 1er mars 1975 (nommé ministre)
  - du 3 avril 1978 au 5 mai 1978 (nommé ministre)
- Sénateur RPR d'Ille-et-Vilaine
  - du 2 octobre 1980 au 30 septembre 1998

### Mandats locaux
- Maire de Dinard (1962-1967 et 1971-1989)
- Conseiller général d'Ille-et-Vilaine, élu dans le canton de Dinard (1964-1988)
- Président du conseil régional de Bretagne (1986-1998), élu le 21 mars 1986 en remplacement de Raymond Marcellin

## Distinctions
- Grand officier de la Légion d'honneur en 2008[5]
- Grand-croix de l'ordre de l'Infant Dom Henri